# Río Breo
Der Río Breo, im Oberlauf Quebrada Pururo, ist ein 71 km langer rechter Nebenfluss des Río Huayabamba in der Provinz Mariscal Cáceres in der Region San Martín im zentralen Norden Perus.

## Flusslauf
Der Río Breo entspringt in der peruanische Zentralkordillere an der Südflanke des mehr als 4000 m hohen Berges Cerro Reloj. Das Quellgebiet liegt unterhalb eines Gebirgspasses unweit der westlichen Wasserscheide auf einer Höhe von etwa 3760 m. Der Río Breo fließt auf den oberen 35 Kilometern nach Osten, anschließend wendet er sich allmählich nach Nordosten. Er mündet schließlich auf einer Höhe von etwa 400 m in den Río Huayabamba.

## Einzugsgebiet
Das Einzugsgebiet des Río Breo umfasst eine Fläche von etwa 300 km². Das Gebiet liegt vollständig im Distrikt Huicungo und besteht hauptsächlich aus tropischem Bergregenwald. Entlang der westlichen Wasserscheide erheben sich die Berge bis auf eine Höhe von mehr als 4000 m. Jenseits dieser liegt das Einzugsgebiet des oberen Río Marañón. Der Río Breo besitzt keine größeren Nebenflüsse. Sein Einzugsgebiet weist im Mittel eine Breite von etwa 5 km auf. Im Norden grenzt es an das des Río Cordoncillo, im Süden an das des Río Jelache sowie im Osten an das des Río Huansanache. Das Gebiet ist weitgehend unbewohnt.

## Ökologie
Das Einzugsgebiet des Río Breo befindet sich innerhalb der Schutzgebiete Concesión para Conservación Alto Huayabamba (im Westen, umfasst das obere Einzugsgebiet) und Concesión para Conservación El Breo (im Osten; umfasst das mittlere und untere Einzugsgebiet).